# Charles-Marie Gariel
Charles-Marie Gariel, né le 9 août 1841 et mort à 31 mars 1924 à Paris, est un ingénieur et médecin français, professeur de physique à la faculté de médecine de Paris et à l'École des ponts et chaussées, promoteur de la vulgarisation de la science.

## Aperçu biographique
Son grand-père paternel Nicolas-Antoine Gariel (1775-1842) est médecin. Et son père, Maurice Gariel (1811-1878) gynécologue réputé, le pousse à poursuivre des études scientifiques. Il fait une partie de ses études au Lycée Chaptal.
Il entre à Polytechnique en 1861  pour en sortir à la sixième place, licencié ès sciences physiques en 1863. 
Intégrant l'École des ponts et chaussées la même année, il devient ingénieur en 1866.
En 1867, sous l'influence du Professeur Jules Gavarret (1809-1890) ami de son père, il entreprend des études de médecine et soutient sa thèse en ophtalmologie intitulée Sur l'ophtalmoscope en 1869. Il devient simultanément professeur de physique médicale à la Faculté de médecine de Paris et à l'École des Ponts et Chaussées. Sa thèse pour le concours de l'agrégation est consacrée à la théorie de l'audition. Il sera également directeur des études de l’École supérieure de physique et de chimie industrielles de la ville de Paris à partir de 1898.
Il est l'un des fondateurs et le secrétaire général de l'Association française pour l'avancement des sciences en 1872 avant d'être nommé ingénieur en chef des Ponts et Chaussées. Il entre à l'Académie de Médecine en 1882 ; il en sera son vice-président en 1911, puis son président pour 1912. Au printemps 1905, les étudiants de médecine s'opposent à lui à tel point que la faculté ferme pendant près d'un mois. Ce mouvement préfigure la naissance du syndicalisme étudiant. 
Parallèlement, à ses activités professionnelles, il est aussi un des rapporteurs des Expositions universelles de 1889 et 1900 et participe au développement du Touring Club.
Il est collaborateur un très actif de nombreuses revues de vulgarisation scientifique, telles que L'Électricien ou La Nature.
Le peintre Robert Lefèvre est son arrière-grand-père maternel.Le physicien Jean Bernard Léon Foucault est l'oncle côté maternel de son épouse Aimée Léonie Marguerite Grandidier.

## Œuvres et publications
- Sur l'ophthalmoscope , F. Ser Lavy (Paris), 1869, 46 p. ; in-8, lire en ligne sur Gallica.
- Le crayon voltaïque, 1879.éon
- Notice sur les travaux scientifiques de M. Gariel, Imprimerie Emile Martinet (Paris), 1882, Texte intégral.
- Traité pratique d'électricité, 1884.
- Physique, Baudry (Paris), 1887, 2 vol. : ill. ; in-8:

1. Tome premier lire en ligne sur Gallica.
2. Tome deuxième lire en ligne sur Gallica.

- Études d'optique géométrique : dioptres, systèmes centrés, lentilles, instruments d'optique, Nony (Paris), 1889, 1 vol. (VIII-240 p.) : ill., in-8, lire en ligne sur Gallica.
- « Éclairage des villes », in: Encyclopédie d'hygiène et de médecine publique, Tome quatrième, [directeur Dr Jules Rochard (1819-1896)], Lecrosnier et Babé (Paris), 1892, 1 vol. (919 p.) ; in-8, p. 97-318, lire en ligne sur Gallica.
- Cours de physique médicale, F. Savy (Paris), 1892, In-8° , VII-964 p., fig., lire en ligne sur Gallica.

En collaboration
- avec Victor Desplats,Eléments de physique médicale, [2e éd. corr. et augm., précédés d'une préf. par M. Jules Gavarret], F. Savy (Paris), 1884, XII-920 p. : ill. ; 23 cm, lire en ligne sur Gallica.

## Bibliographie

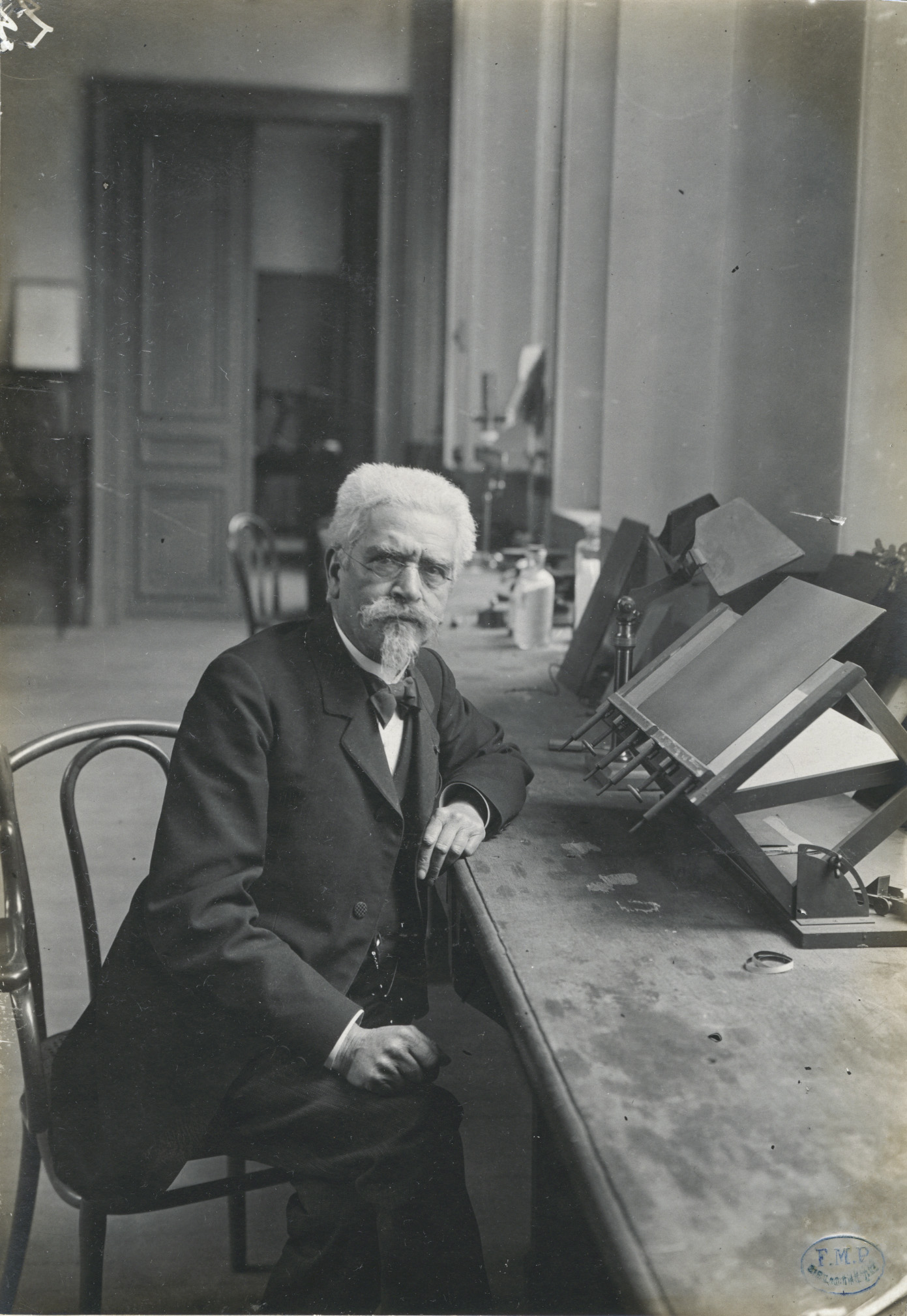
M. Gariel, professeur de physique biologique dans son laboratoire, à la faculté de médecine de Paris. Collection de la Bibliothèque interuniversitaire de Santé.